# Энергия электромагнитного поля
Эне́ргия электромагни́тного по́ля — энергия, заключенная в электромагнитном поле. Сюда же относятся частные случаи чистого электрического и чистого магнитного поля.

## Работа электрического поля по перемещению заряда
Понятие работы {\displaystyle A} электрического поля {\displaystyle E} по перемещению заряда {\displaystyle Q} вводится в полном соответствии с определением механической работы:
{\displaystyle A=\int F(x)\,dx=\int Q\cdot E(x)\,dx=Q\cdot U,}
где {\displaystyle U=\int E\,dx} — разность потенциалов (также употребляется термин напряжение).
Во многих задачах рассматривается непрерывный перенос заряда в течение некоторого времени между точками с заданной разностью потенциалов {\displaystyle U(t)}, в таком случае формулу для работы следует переписать следующим образом:
{\displaystyle A=\int U(t)\,dQ=\int U(t)I(t)\,dt,}
где {\displaystyle I(t)={dQ \over dt}} — сила тока.

## Мощность электрического тока в цепи
Мощность {\displaystyle P} электрического тока для участка цепи определяется обычным образом, как производная от работы {\displaystyle A} по времени, то есть выражением:
{\displaystyle P(t)={\frac {dA}{dt}}=U(t)\cdot I(t),}
Это наиболее общее выражение для мощности в электрической цепи.
С учётом закона Ома
{\displaystyle U=I\cdot R}
электрическую мощность, выделяемую на сопротивлении {\displaystyle R}, можно выразить как через ток
{\displaystyle P=I(t)^{2}\cdot R,}
так и через напряжение:
{\displaystyle P={{U(t)^{2}} \over R}.}
Соответственно, работа (выделившаяся теплота) является интегралом мощности по времени:
{\displaystyle A=\int P(t)\,dt=\int I(t)^{2}\cdot R\,dt=\int {{U(t)^{2}} \over R}\,dt.}

## Энергия электрического и магнитного поля
Для электрического и магнитного полей их энергия пропорциональна квадрату напряжённости поля. Строго говоря, термин «энергия электромагнитного поля» является не вполне корректным. Вместо него в физике обычно используют понятие плотности энергии электромагнитного поля (в определённой точке пространства). Общая энергия поля равняется интегралу плотности энергии по всему пространству.
Плотность энергии электромагнитного поля является суммой плотностей энергий электрического и магнитного полей.
В системе СИ:
{\displaystyle u={\frac {\mathbf {E} \cdot \mathbf {D} }{2}}+{\frac {\mathbf {B} \cdot \mathbf {H} }{2}}.}
В вакууме (а также в веществе при рассмотрении микрополей):
{\displaystyle u={\varepsilon _{0}E^{2} \over 2}+{B^{2} \over {2\mu _{0}}}=\varepsilon _{0}{\frac {E^{2}+c^{2}B^{2}}{2}}={\frac {E^{2}/c^{2}+B^{2}}{2\mu _{0}}},}
где E — напряжённость электрического поля, B — магнитная индукция, D — электрическая индукция, H — напряжённость магнитного поля, с — скорость света, {\displaystyle \varepsilon _{0}} — электрическая постоянная и {\displaystyle \mu _{0}} — магнитная постоянная. Иногда для констант {\displaystyle \varepsilon _{0}} и {\displaystyle \mu _{0}} — используют термины диэлектрическая проницаемость и магнитная проницаемость вакуума, — которые являются крайне неудачными, и сейчас почти не употребляются.
В системе СГС:
{\displaystyle u={\frac {\mathbf {E} \cdot \mathbf {D} +\mathbf {B} \cdot \mathbf {H} }{8\pi }}.}

## Энергия электромагнитного поля в колебательном контуре
Энергия электромагнитного поля в колебательном контуре:
{\displaystyle W={\frac {CU^{2}}{2}}+{\frac {LI^{2}}{2}},}
где:
{\displaystyle U} — электрическое напряжение в цепи,
{\displaystyle C} — электроемкость конденсатора,
{\displaystyle I} — сила тока,
{\displaystyle L} — индуктивность катушки или витка с током.

## Потоки энергии электромагнитного поля
Для электромагнитной волны плотность потока энергии определяется вектором Пойнтинга S (в русской научной традиции — вектор Умова — Пойнтинга).
В системе СИ вектор Пойнтинга равен {\displaystyle \mathbf {S} =\mathbf {E} \times \mathbf {H} } (векторному произведению напряжённостей электрического и магнитного полей) и направлен перпендикулярно векторам E и H. Это естественным образом согласуется со свойством поперечности электромагнитных волн.
Вместе с тем, формула для плотности потока энергии может быть обобщена для случая стационарных электрических и магнитных полей и имеет тот же вид: {\displaystyle \mathbf {S} =\mathbf {E} \times \mathbf {H} }.
Факт существования потоков энергии в постоянных электрических и магнитных полях может выглядеть странно, но не приводит к каким-либо парадоксам; более того, такие потоки обнаруживаются в эксперименте.